# Dietrich Wilhelm Lindau

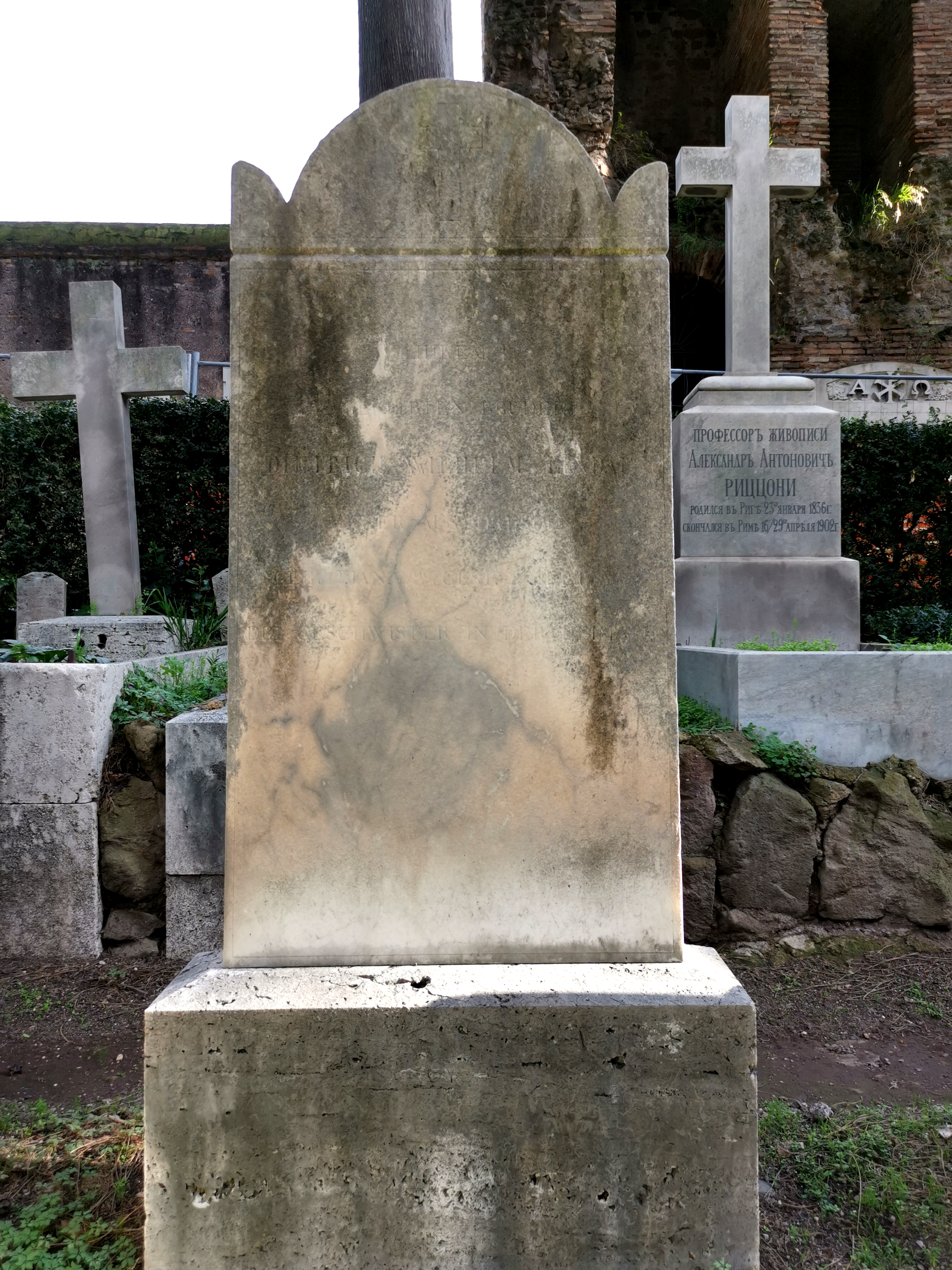
Grab auf dem Nichtkatholischen (Protestantischen) Friedhof Rom

Dietrich Wilhelm Lindau (* 19. Juni 1799 in Dresden; † 24. September 1862 in Rom) war ein deutscher Genre- und Landschaftsmaler sowie Zeichner.

## Leben
Er studierte zunächst an der Kunstakademie Dresden bei Ferdinand Hartmann und wurde von diesem gefördert.
Im Jahr 1821 ging er als sächsischer Stipendiat mit anderen deutschen Malern (u. a. Carl Götzloff, Carl Georg Schumacher und Anton Josef Dräger) nach Rom, wo er mit 63 Jahren starb. Begraben ist er bei der Cestius-Pyramide. Er war Mitbegründer der Ponte Molle-Gesellschaft in Rom, dem Vorläufer des Deutschen Künstlervereins von 1845. Er kehrte nie mehr in seine Heimat zurück, obwohl ihm eine Lehrerstelle an der Dresdner Akademie angeboten worden war.

## Werke (Auswahl)
Lindau ist bekannt für seine Szenen aus dem italienischen Volksleben wie u. a.
- 1825: Künstler in einer Osteria, dem Saltarello zusehend
- um 1826: Italienische Dorfstraße
- 1827: Thorvaldsen in einer römischen Osteria beim Saltarello
- 1832: Oktoberfest in einer Vigna bei Rom
- 1833: Bauern in der Umgebung von Rom nach der Weinlese (Abbildung)
- 1854: Zechende römische Jäger vor einem Wirtshaus der Campagna
- Deutsches Künstlerfest bei den Cervara-Grotten bei Rom
- Henry und Rebecca galoppieren am Vesta-Tempel vorüber